# Головина, Надежда Александровна
Наде́жда Алекса́ндровна Головина́ (урожд. Ю́ргенсон, 1855—1943) — русская революционерка-народница.

## Биография
Родилась в 1855 году. В 1871 году, окончив Царскосельскую женскую гимназию, поступила в консерваторию. В 1873 году поступила на Высшие женские медицинские курсы при Медико-хирургической академии. Организовала кассу взаимопомощи, вокруг которой сгруппировался женский кружок.
В 1874 году, оставив курсы, вошла в бакунинский кружок самарцев (Н. Бух, П. Чернышев, Л. Городецкий и др.). Работала на фабрике «Товарищества тюлевой мануфактуры» на Охте.
В апреле 1874 года была отправлена в село Степановку Пензенской губернии, где Порфирием Войнаральским была открыта лавка. 21 июля была арестована вместе с Войнаральским в селе Васильевке, но, воспользовавшись отсутствием стражи, бежала с ним. Была арестована повторно 24 июля вместе с ним же на квартире В. Филадельфова в Самаре, где жила с паспортом на имя Ольги Ивановны Сахаровой. Привлекалась по делу о пропаганде под этим конспиративным именем. 5 мая 1877 года была предана суду особого присутствия Сената. Приговором суда 23 января 1878 года была приговорена к ссылке на житьё в отдалённые губернии, кроме сибирских, причём суд ходатайствовал о вменении в наказание предварительного содержания под стражей. Была освобождена из-под стражи.
Поступила на фельдшерские курсы при Георгиевской общине. Легализировалась, обвенчавшись по подложному паспорту в Екатеринбурге с А. Головиным.
В 1879 году работала на линии на ст. Бисер, где летом 1879 года и в 1880 году у неё долго скрывался Юрий Богданович, подготовлявший побег Софьи Бардиной. Участия ни в «Народной Воле», ни в «Чёрном Переделе» не принимала.
В 1885 году, живя в Пензе, вошла в кружок, организовавшийся вокруг нелегальной библиотеки, находившейся в заведовании Дмитрия Семеновича Волкова.
В 1900-х, не входя в партии ни социал-демократов, ни социалистов-революционеров, помогала членам обеих партий: держала в Москве явочную квартиру для социал-демократов, хранила оружие для социал-революционеров.
В 1905 году при обыске открытой ею мастерской дамских шляп было обнаружено оружие. Надежду арестовали. Содержалась в Пречистенской части. Осенью 1905 года была выпущена по причине тяжёлой болезни. После октября 1905 года принимала участие в подготовке вооружённого восстания. На её квартире в Москве размещался «эсеровский главный штаб». После подавления восстания уехала в Финляндию.
В 1906 году, вернувшись в Москву, работала в профессиональных организациях; сохранила связи с социал-революционными максималистами. В 1917 году работала в редакции «Известий Земгора» (Земско-городск. союза).
Летом 1917 года вступила в партию социалистов-революционеров, но скоро отошла от неё.
В 1918 году работала в редакции газеты «Земля», соединённом органе большевиков и левых эсеров. В 1921 году вступила во Всесоюзное общество политкаторжан; работала в литературно-издательской комиссии. С 1931 года — пенсионерка Общества.

## Воспоминания
- Мои воспоминания (из революционной деятельности 70—80-х годов) // Каторга и ссылка. — 1923. — № 6. — С. 22—38.
- Мои воспоминания (из революционной деятельности 70—80-х годов) // Каторга и ссылка. — 1924. — № 1(8). — С. 101—108.
- Первые проблески движения в народ // Каторга и ссылка. — 1924. — № 6(13). — С. 134—135.